# Helmuth Coqui
Helmuth Coqui (* 6. Oktober 1935 in München; † 29. Juni 2019) war ein deutscher Politiker (SPD).
Coqui besuchte das Benediktinergymnasium Ettal und studierte an der TU München Elektrotechnik mit Abschluss Dipl.-Ing. und an der Harvard Business School Boston. Er war leitender Angestellter bei AEG, Vorsitzender der Geschäftsleitung der deutschen Tochter der Digital Equipment Corporation (Digital Equipment GmbH) in München, Geschäftsführer der Softlab GmbH, Leiter der Treuhand-Niederlassung Berlin und geschäftsführender  Gesellschafter der CPS GmbH. Außerdem war er Vorsitzender des Vorstands der Lebenshilfe München e.V. sowie Mitglied im Vorstand der Lebenshilfe Deutschland, der Lebenshilfe Bayern und des Paritätischen Wohlfahrtsverbands in Bayern.
Coqui wurde 1970 Mitglied der SPD und war von der in der 13. Wahlperiode ab 1994 bis 1998 Abgeordneter des Bayerischen Landtags.